# Richard O'Sullivan
Richard O'Sullivan (Chiswick, Londen, 7 mei 1944) is een Engels acteur, die al op 8-jarige leeftijd debuteerde, in de speelfilm The Stranger's Hand.

## Levensloop
O'Sullivan was een bekend gezicht op de Britse televisie, met name in de jaren 70 en 80. Zo speelde hij hoofdrollen in Doctor at Large, Doctor in Charge, Man About the House (Man over de vloer), spin-off Robin's Nest, Dick Turpin, Me and My Girl en Trouble in Mind. Van Man About the House en Me and My Girl werden midden jaren 90 Nederlandse versies gemaakt; respectievelijk SamSam en M'n dochter en ik.
In 1971 was hij korte tijd getrouwd met Diana Terry. Daarna had hij enkele jaren een relatie met Sally Thomsett, de actrice die blonde Jo speelde in Man About the House (hoewel hij in die serie steeds het andere meisje in de flat, Chrissy, probeerde te krijgen, ging hij achter de schermen met "Jo").
Midden jaren 90 stopte hij met acteren, hoewel hij sindsdien af en toe nog wel optrad in reclame. Ook deed hij stemwerk.
Tegenwoordig woont hij in een verzorgingstehuis voor acteurs (Brinsworth House in de Londense wijk Twinckenham), nadat hij in 2003 een beroerte kreeg.

## Filmografie
- Holed (1996) – Henry
- The Hypnotic World of Paul McKenna (televisieserie) – rol onbekend (afl. 2.2, 1994)
- Trouble in Mind (televisieserie) – Adam Charlesworth (9 afl., 1991)
- Mr. H Is Late (televisiefilm, 1988) – ontbijtende buurman
- Me and My Girl (televisieserie) – Simon Harrap (52 afl., 1984–1987)
- Dick Turpin (televisieserie) – Dick Turpin (31 afl., 1979–1982)
- Robin's Nest (televisieserie) – Robin Tripp (48 afl., 1977–1981)
- Man About the House (televisieserie) – Robin Tripp (32 afl., 1973–1976)
- Can You Keep It Up for a Week? (1974) – Mr. Rose
- Doctor in Charge (televisieserie) – Dr. Lawrence Bingham (26 afl., 1972–1973)
- Au Pair Girls (1972) – Stephen
- Alcock and Gander (televisieserie) – Richard Gander (6 afl., 1972)
- Father, Dear Father (1972) – Richard
- Now Look Here (televisieserie) – Keith (Afl. onbekend, 1971)
- Doctor at Large (televisieserie) – Dr. Lawrence Bingham (10 afl., 1971)
- Thirty-Minute Theatre (televisieserie) – 2nd Lieutenant Auden (afl. "Me MacKenna", 1971)
- Play for Today (televisieserie) – Whiteley (afl. "The Lie", 1970)
- Futtocks End (1970) – The Boots
- Strange Report (televisieserie) – Perk (afl. "Kidnap: Whose Pretty Girl Are You", 1969)
- Dixon of Dock Green (televisieserie) – Cris Patros (afl. "Protest", 1969)
- The Haunted House of Horror (1969) – Peter
- Friends in High Places (televisiefilm, 1969) – Derde Engel
- Galton and Simpson Comedy (televisieserie) – Derde Engel (afl. "Friends in High Places", 1969)
- Father, Dear Father (televisieserie) – Steven (afl. "I Should Have Danced All Night", 1968)
- Thirty-Minute Theatre (televisieserie) – rol onbekend (afl. "A Question of Honour", 1968)
- Play of the Month (televisieserie) – Michael Barnes (afl. "The Male Animal", 1968)
- The Ronnie Barker Playhouse (televisieserie) – Arthur (afl. "The Incredible Mister Tanner", 1968)
- A Dandy in Aspic (1968) – Nevil
- Who's Going to Take Me On? – Mark (televisiefilm, 1967)
- The Wednesday Play (televisieserie) – Mark (afl. "Who's Going to Take Me On?", 1967)
- Dixon of Dock Green (televisieserie) – Geoffrey Saunders (afl. "The Party", 1967)
- Great Expectations (televisieserie) – Herbert Pocket (10 afl., 1967)
- Foreign Affairs (televisieserie) – Taplow (6 afl., 1966)
- The Wednesday Play (televisieserie) – Christopher Tenterden (afl. "The Connoisseur", 1966)
- Danger Man (televisieserie) – Aldo Shargis (afl. "Two Birds with One Bullet", 1966)
- Redcap (televisieserie) – Duffy (afl. "Two Boys of B Company", 1965)
- Every Day's a Holiday (1965) – Jimmy Dainty
- Wonderful Life (1964) – Edward
- Disneyland (televisieserie) – George Ransley (afl. "The Scarecrow of Romney Marsh: Part 1, 2 & 3", 1963)
- Cleopatra (1963) – Pharaoh Ptolemy XIII
- The Webster Boy (1962) – Jimmy Webster
- Disneyland (televisieserie) – Hugo (afl. "The Prince and the Pauper: Long Live the Rightful King", 1962)
- Disneyland (televisieserie) – Hugo (afl. "The Prince and the Pauper: The Merciful Law of the King", 1962)
- Disneyland (televisieserie) – Hugo (afl. "The Prince and the Pauper: The Pauper King", 1962)
- The Young Ones (1961) – Ernest
- Spare the Rod (1961) – Fred Harkness
- The DuPont Show of the Month (televisieserie) – Jim Hawkins (afl. "Treasure Island", 1960)
- And Women Shall Weep (1960) – Godfrey Lumsden
- A Story of David (televisiefilm, 1960) – Abiathar
- Witness in the Dark (1959) – Don Theobold
- Carry on Teacher (1959) – Robin Stevens
- The Nun's Story (1959) – Pierre (broer van Gabrielle, niet op aftiteling)
- The Four Just Men (televisieserie) – Pietro (afl. "The Man with the Golden Touch", 1959)
- The Highwayman (televisiefilm, 1958) – Luke
- The Legend of Robin Hood (televisieserie) – Prince Arthur (afl. "The Double", 1958)
- The Legend of Robin Hood (televisieserie) – Will (afl. "The Challenge of the Black Knight", 1957)
- No Time for Tears (1957) – William
- Dangerous Exile (1957) – Louis XVII/Richard de Beauvais
- Sword of Freedom (televisieserie) – Alberto (afl. "The Chart of Gold", 1957)
- It's Great to Be Young! (1956) – Lawson
- Colonel March of Scotland Yard (televisieserie) – Roger (afl. "Terror at Daybreak", 1956)
- Jacqueline (1956) – Michael
- Raiders of the River (1956) – Joey
- ITV Television Playhouse (televisieserie) – jongen (afl. "The Boy About the Place", 1955)
- The Dark Avenger (1955) – Holland Boy
- Sherlock Holmes (televisieserie) – Andrew Fenwick (afl. "The Case of the Unlucky Gambler", 1955)
- The Secret (1955) – John Martin
- Dance Little Lady (1955) – Peter
- Make Me an Offer (1955) – Charlie als jongen
- The Green Scarf (1954) – Jacques als kind
- The Stranger's Hand (1954) – Roger Court
- l'Eterna femmina (1954) – rol onbekend